# Südkärntner Sommerspiele Eberndorf

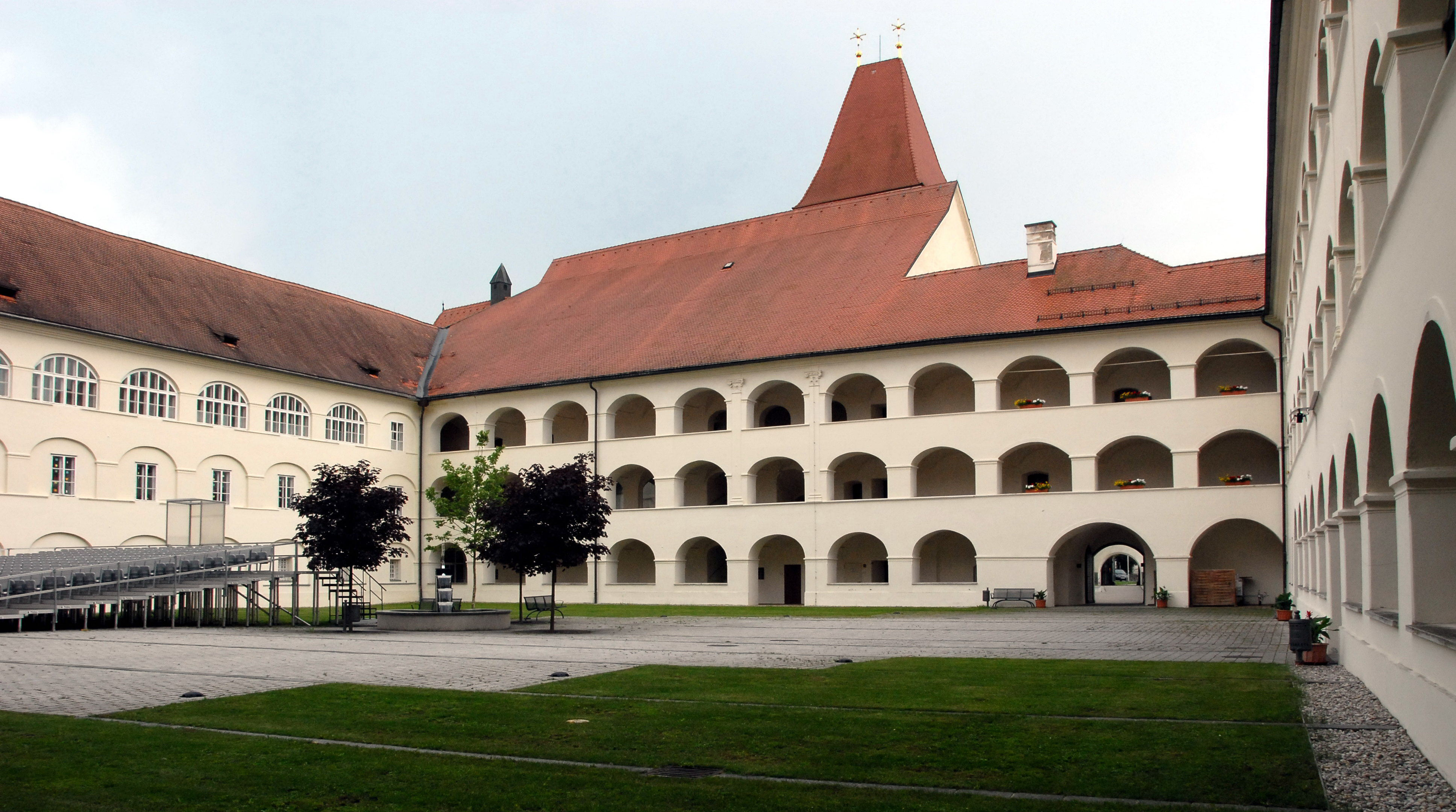
Arkadenhof des Stifts Eberndorf mit Zuschauertribüne links

Die Südkärntner Sommerspiele finden seit 1976 alljährlich im Juli und August in Eberndorf in Kärnten (Österreich) statt. Die Freilichtbühne befindet sich im Innenhof des ehemaligen Augustiner-Chorherren-Stiftes. Zur Aufführung gelangt jedes Jahr eine Sprechtheaterproduktion, meist eine Komödie.

## Geschichte
Gegründet von Hubert Kummer im Jahr 1976, zählen die Südkärntner Sommerspiele, die anfangs in bescheidenem Rahmen stattfanden, heute zu den größten und bekanntesten Sprechtheaterfestivals Kärntens.
Unter Ludwig Skumautz wurden sowohl eigens verfasste Stücke aufgeführt (z. B. Die Wolscharträuber, eine Kärntner Volkssage mit historischem Hintergrund) als auch bekannte und beliebte Klassiker der Schwank- und Boulevardliteratur wie Einen Jux will er sich machen.
Nach Skumautz’ Tod im Jahre 1987 war der Schauspieler und Regisseur Adi Peichl verantwortlich. Er übergab 1993 an Jörg Schlaminger, unter dessen Leitung die Sommerspiele ihre größten Zuschauer- und Kritikererfolge verbuchten. Schlaminger inszenierte in seiner 24 Jahre währenden Intendanz zahlreiche eigene Übersetzungen und Bearbeitungen von „Komödienraritäten und -spezialitäten“, darunter sehr selten gespielte antike Klassiker (z. B. im Jahre 1996 Miles Gloriosus von Plautus), und eine neue gereimte deutsche Fassung von Molières Verskomödie Tartuffe. Zum 30-jährigen Jubiläum wurde im Sommer 2006 die Komödie Romulus und das Wildschwein (nach Motiven der beiden Farcen Le convenienze teatrali und Le inconvenienze teatrali von Antonio Simeone Sografi) mehr als 200 Jahre nach ihrer Entstehung als deutschsprachige Erstaufführung gezeigt. Im Sommer 2016 stand Goldonis Komödie Der Diener zweier Herren auf dem Programm. Die Aufführungen fanden teilweise unter Mitwirkung bekannter österreichischer Schauspieler statt; so gastierten beispielsweise Thomas Smolej und Nicole Radeschnig. Die österreichischen Darstellerinnen Tanja Raunig und Kerstin Raunig traten zu Beginn ihrer Schauspielkarriere ebenfalls bei den Südkärntner Sommerspielen Eberndorf auf.
Mit Patrick Steinwidder übernahm 2017 ein Absolvent der Londoner Royal Academy of Dramatic Art und Kärntner Kulturförderungspreisträger die künstlerische Leitung und Regie. Steinwidder spielte 2010 im Stiftshof die Titelrolle im Revisor von Nikolaj Gogol.
Im Herbst 2019 wurden Stephan Wapenhans als Regisseur und Florian Kutej als Intendant für die Sommerspiele Eberndorf verpflichtet. 2021 stehen (nach der Absage 2019 wegen der COVID-19-Pandemie) erstmals zwei Eigenproduktionen auf dem Programm: Frühere Verhältnisse von Johann Nestroy und Gut gegen Nordwind von Daniel Glattauer. Darüber hinaus gibt es erstmals auch eine Produktion für junges Publikum ab fünf Jahren.

## Trivia
Ursprünglich agierte das jährlich zusammengestellte Ensemble auf einer dreieckigen Bretterbühne in der nordöstlichen Ecke des Stiftshofs.
Seit Mitte der 1990er Jahre gibt es eine ansteigende Zuschauertribüne, die 2006 erweitert wurde und aktuell 432 Sitzplätze bietet.

## Künstlerische Leiter und Regisseure
- 1976–1985: Ludwig Skumautz
- 1987: Alexander Kuchinka
- 1988–1992: Adi Peichl
- 1993–2016: Jörg Schlaminger
- 2017–2019: Patrick Steinwidder
- seit 2019: Florian Kutej (Künstlerische Leitung) und Stephan Wapenhans (Regie)